# Philippe Saisse
Philippe Saisse (ur. 10 listopada 1962, Marsylia) – francuski klawiszowiec, kompozytor, producent muzyczny i aranżer. 

## Życiorys
Urodził się w Marsylii w rodzinie muzyków, uczęszczał do paryskiego Konserwatorium Narodowego, gdzie studiował grę na fortepianie, perkusję, teorię muzyki i kompozycję, oraz w Berklee College of Music. W 2010 był nominowany do nagrody Grammy w kategorii Best Contemporary Jazz Instrumental Album. Skomponował muzykę do następujących filmów: Whats the Hold Up (2009), Murdrum (2009), Divine Line (2010), Dog Math (2011), ATP Chapter 1: One Day (2012) i Delete that Post (2016) oraz serialu Melodia de Amor i programu Popstars. Ponadto udzielał się w tworzeniu ścieżek dźwiękowych do filmów: Podróż przez życie (1986), White Hot (1989), Thorne: Kokon (2010), Zwycięzca (2016), a także gry Sonic Adventure. 

## Częściowa dyskografia
- 1988 	Valerian
- 1991 	Storytelle
- 1997 	NeXt Voyage
- 1999 	Halfway Till Dawn
- 2000 	My Favorite Songs: Contemporary Mood
- 2001 	My Favorite Songs: Classic Mood
- 2003 	My Favorite Songs
- 2003 	Ready to Go
- 2005 	The Body and Soul Sessions
- 2006 	The Body and Soul Sessions
- 2006 	Relax and Classics
- 2007 	Piano Man
- 2009 	At World’s Edge
- 2012 	Dorian’s First Christmas
- 2017 	On The Level!

Ponadto grał, głównie na keyboardzie, na kilkudziesięciu płytach innych artystów.